# دشكوف

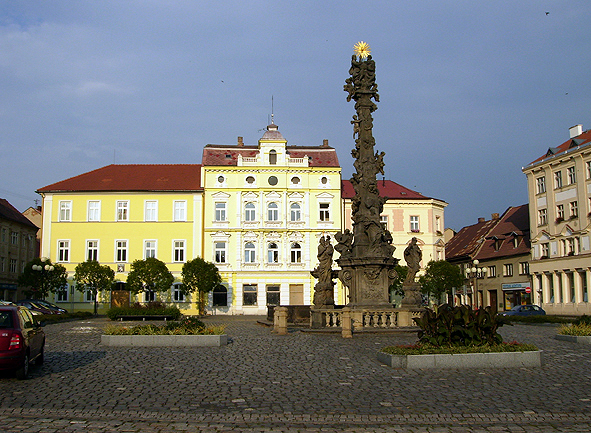

دشكوف (بالتشيكية: Duchcov؛ بالألمانية: Dux) هي مدينة في جمهورية التشيك.

## أعلام
- إيفا بيرنروفا
- جاكومو كازانوفا